# Челюскинец II
Челюскинец II — археологический памятник эпохи среднего палеолита, самый ранний памятник эпохи среднего палеолита на Русской равнине. Располагается в Дубовском районе Волгоградской области вблизи хутора Челюскинец на правом берегу балки Пичуга, в той же балке что и стоянки Заикино пепелище и Пичуга, в одной группе с памятниками Челюскинец I и Челюскинец III. Был открыт краеведом В. И. Куфенко в 1983 году. Первые археологические раскопки проводились экспедициями под руководством В. И. Куфенко в 1984 году и Л. В. Кузнецовой и В. Я. Сергина в 1986—1987 годах.
Включает два культурных слоя. Верхний культурный слой переотложен. В верхнем культурном слое были найдены обломок остроконечника, несколько скребел, нуклеус и отщепы.  Индустрия характеризуется как микокская. Из останков животных присутствовали кости и бивни мамонта (включая позвонок), кости шерстистого носорога, лошади и бизона. В нижнем культурном слое найдены отщепы и осколки кремня без следов вторичной обработки. 
Стоянка предположительно служила как охотничий лагерь. Относится к мустьерской эпохе. Наблюдается сходство с памятником Сухая Мечётка по месту расположения, сырью, технике расщепления камня, типологию орудий. Вероятное время стоянки определяется в 145 тысяч лет назад с верхней границей 127 тысяч лет назад.
Памятник имеет большой потенциал, его исследование продолжилось в 2023 и 2024 годах.
На стоянке нашли 19 кусков охры, часть из которых длстигает размера ок. 3 см и имеет следы переработки.